# Senoculus proximus
Senoculus proximus är en spindelart som beskrevs av Mello-Leitao 1927. Senoculus proximus ingår i släktet Senoculus och familjen Senoculidae. Inga underarter finns listade i Catalogue of Life.